# Leon I de Gaeta
Leon I (supranumit Uzurpatorul) a fost în două rânduri consul și duce de Gaeta, în 1012 și în 1042.
Se pare că Leon era fiul unui duce din familia Docibilienilor, probabil al ducelui Grigore de Gaeta.
Mai întâi în aprilie sau august 1012, după moartea vărului său Ioan al IV-lea, Leon a ocupat tronul în opoziție cu urmașul legitim, fiul lui Ioan, Ioan al V-lea, pe atunci un copil, și împotriva regenților aceluia, Emilia, mama lui Ioan al IV-lea, și Leon, unchiul și tutorele moștenitorului de drept. Leon I a ocupat funcția în septembrie, însă în luna următoare susținătorii Emiliei și ai lui Ioan al V-lea l-au înlăturatde la conducere.
În octombrie 1041, principele longobard Guaimar al IV-lea de Salerno apare pentru ultima dată ca semnând un act din poziția de duce de Gaeta. Din actele datate în august 1042, prezervate în Codex Caietanus, se deduce că Leon guverna ca duce, probabil ca urmare a aclamațiilor populare împotriva lui Guaimar. În orice caz, el a fost alungat în acel an de către normandul Rainulf Drengot, căruia Guaimar îi cedase drepturile consulare și ducale asupra Gaetei.